# Municipio de Garfield (condado de Clay, Kansas)
El municipio de Garfield (en inglés: Garfield Township) es un municipio ubicado en el condado de Clay en el estado estadounidense de Kansas. En el año 2010 tenía una población de 117 habitantes y una densidad poblacional de 1,28 personas por km².

## Geografía
El municipio de Garfield se encuentra ubicado en las coordenadas 39°31′23″N 97°7′37″O / 39.52306, -97.12694. Según la Oficina del Censo de los Estados Unidos, el municipio tiene una superficie total de 91.38 km², de la cual 91,21 km² corresponden a tierra firme y (0,19 %) 0,17 km² es agua.

## Demografía
Según el censo de 2010, había 117 personas residiendo en el municipio de Garfield. La densidad de población era de 1,28 hab./km². De los 117 habitantes, el municipio de Garfield estaba compuesto por el 99,15 % blancos y el 0,85 % eran de una mezcla de razas. Del total de la población el 0,85 % eran hispanos o latinos de cualquier raza.